# Belfast Celtic Football Club
El Belfast Celtic Football Club fou un club de futbol nord-irlandès de la ciutat de Belfast.

## Història
El club va ser fundat l'any 1891 i el nom fou posat en honor del Celtic de Glasgow escocès. Jugava a Celtic Park, conegut pels seguidors com Paradise, a Donegall Road a Belfast Oest. Va ser un dels clubs amb més èxit a la lliga fins a l'any de la seva desaparició, el 1949. La violència política que visqué Irlanda als anys vint, forçaren al club a abandonar la lliga i no fou readmès fins al 1924. El club rebia el suport dels nacionalistes irlandesos.
L'any 1948, en un partit entre el Linfield FC i el Belfast Celtic, a Windsor Park, els seguidors del Linfield envaïren el terreny de joc al final del partit i atacaren als jugadors de l'equip visitant. Les petites sancions imposades al Linfield i la inseguretat produïda van fer que el club abandonés la competició fins que se sentís segur a la competició. Després de la temporada 1948/49 el club no tornà a jugar cap més partit oficial, només algun amistós puntual. Belfast oest i la comunitat pro irlandesa es quedà sense un gran club fins a la formació del Donegal Celtic el 1970.

## Palmarès
- Lliga nord irlandesa de futbol: 19
  - 1899/00, 1914/15, 1918/19, 1919/20, 1925/26, 1926/27, 1927/28, 1928/29, 1932/33, 1935/36, 1936/37, 1937/38, 1938/39, 1939/40, 1940/41, 1941/42, 1943/44, 1946/47, 1947/48
- Copa nord irlandesa de futbol: 8
  - 1917/18, 1925/26, 1936/37, 1937/38, 1940/41, 1942/43, 1943/44, 1946/47
- City Cup Winners Cup: 8
  - 1925/26, 1927/28, 1929/30, 1930/31, 1932/33, 1939/40, 1947/48, 1948/49
- Gold Cup: 10
  - 1911/12, 1925/26, 1934/35, 1938/39, 1939/40, 1940/41, 1943/44, 1944/45, 1945/46, 1946/47
- County Antrim Shield: 7
  - 1894/95, 1926/27, 1935/36, 1936/37, 1938/39, 1942/43, 1944/45

## Jugadors destacats
| - Jackie Brown - Johnny Campbell - Jackie Coulter - Sammy Curran - Jimmy Jones - Andy Kennedy - Jimmy McAlinden - Billy McMillan - Elisha Scott - Charlie Tully | - Jackie Vernon - Ron Greenwood - George Kay - Tom Aherne - Tommy Breen - Patrick O'Connell - Oscar Traynor - Louis Bookman - Willie McStay |

## Entrenadors destacats
- Elisha Scott: 1934-1949